# Kastanjete
Kastanjete su udaraljke koje se ne sviraju po notama. Izrađuju se od tvrdog drveta. Imaju oblik školjkice. Rabe se u glazbi: 
- Maura
- Starih Rimljana
- Talijana
- Španjolaca
- Portugalaca
- Latinoamerikanaca